# (210032) Enricocastellani
(210032) Enricocastellani est un astéroïde de la ceinture principale.

## Description
(210032) Enricocastellani est un astéroïde de la ceinture principale. Il fut découvert le 16 juillet 2006 à Vallemare Borbona par Vincenzo Silvano Casulli. Il présente une orbite caractérisée par un demi-grand axe de 2,71 UA, une excentricité de 0,02 et une inclinaison de 5,1° par rapport à l'écliptique.